# الاستعمار البرتغالي للأمريكيتين
كانت البرتغال دولة رائدة في استكشاف أوروبا للعالم في القرن الخامس عشر. قسمت معاهدة توردسيلاس عام 1494 الأرض خارج أوروبا إلى نصفي الكرة الأرضية القشتالية والبرتغالية من أجل الغزو والاستعمار الحصريين. استعمرت البرتغال أجزاءً من أمريكا الجنوبية (البرازيل، وكولونيا ديل ساكرامنتو في أوروغواي، وغوانير في فنزويلا)، لكنها قامت أيضًا ببعض المحاولات الفاشلة لاستعمار أمريكا الشمالية (نيوفندلاند ولابرادور ونوفا سكوشا في كندا).

## مستوطنات في أمريكا الشمالية
استنادًا إلى الشروط المحددة في معاهدة توردسيلاس، ادعى التاج البرتغالي أن له حقوقًا إقليمية في المنطقة التي زارها المستكشف الجنوي جون كابوت في عامي 1497 و1498 نيابة عن التاج البريطاني. ولهذه الغاية، قام الملاح البرتغالي جواو فرنانديز لافرادور في عامي 1499 و1500 بزيارة الساحل الشمالي الشرقي للمحيط الأطلسي وجرينلاند، مما سيفسر ظهور «لابرادور» على الخرائط الطبوغرافية لتلك الفترة. بعد ذلك، استكشف الأخوان كورتي ريال في عامي 1501 و1502 غرينلاند ورسموا خريطةً لها وما يعرف اليوم بالمقاطعة الكندية نيوفندلاند ولابرادور، مدعين أن هذه الأراضي جزءٌ من الإمبراطورية البرتغالية. تشير أدلة مجزأة أيضًا إلى رحلة استكشافية سابقة في عام 1473 قام بها والدهم جواو فاز كورتي ريال، مع أوروبيين آخرين، إلى نيوفاوندلاند من سمك القد (بالبرتغالية: Terra Nova do Bacalhau) في أمريكا الشمالية. لا تزال الرحلة المحتملة لعام 1473 والعديد من الرحلات الاستكشافية الأخرى المحتملة قبل كولومبوس إلى أمريكا الشمالية في القرن الخامس عشر، ومعظمها من جزر الأزور في حالة البرتغاليين (المدرجة في الرسائل الملكية للتبرعات)، من المسائل المثيرة للجدل بالنسبة للباحثين. كان يعتمد وجودها على وثائق تاريخية موجزة أو مُجزأة غير واضحة فيما يتعلق بمقاصد الرحلات.
في عام 1506، فرض مانويل الأول ملك البرتغال ضرائب على مصايد أسماك القد في مياه نيوفاوندلاند. أسس جواو ألفاريس فاغوندي وبييرو دي بارسيلوس بؤر صيد في نيوفاوندلاند ونوفا سكوشا حوالي عام 1521. مع ذلك، تم التخلي عنها في وقت لاحق عندما بدأ المستعمرون البرتغاليون في تركيز جهودهم بشكل أساسي على أمريكا الجنوبية. ومع هذا، فإن المدن البرتغالية التي تأسست مثل كوف سانت. فيليب البرتغال وسانت بيترس وسانت جونز وكونسيبشن باي والمناطق المحيطة بها في شرق كندا مدنًا مهمة كمنطقة ثقافية، حتى اليوم.

## استعمار البرازيل

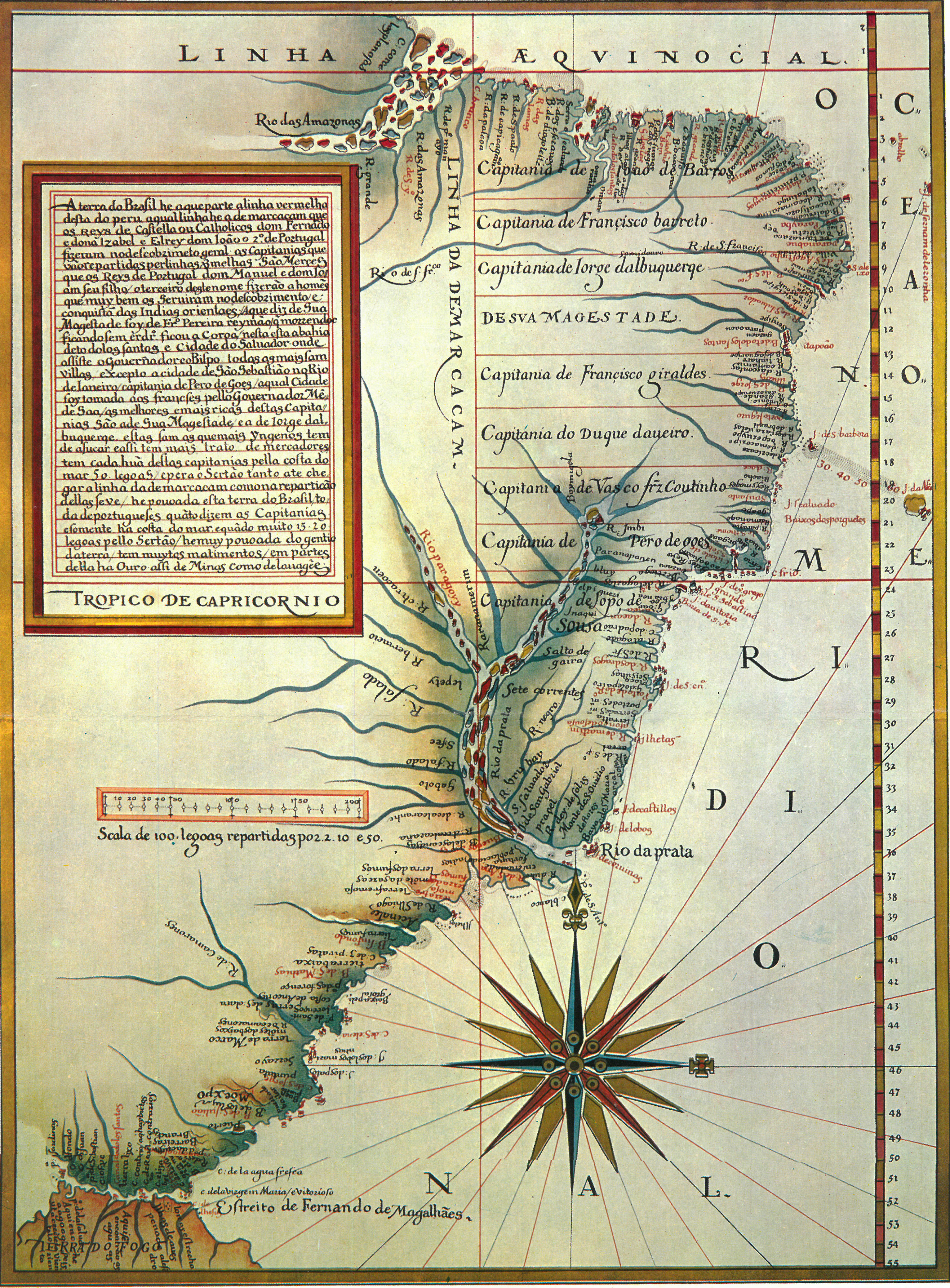
في عام 1549، تم توحيد مستعمرات الرئاسة في البرازيل في المحافظة العامة للبرازيل، حيث كانوا قادة مقاطعات في البرازيل؛ لويس تيكسيرا 1574.

في أبريل 1500، واجه الأسطول الهندي البرتغالي الثاني، بقيادة بيدرو ألفاريز كابرال، مع طاقم من القباطنة الخبراء، من بينهم بارتولوميو دياس ونيكولاو كويلو، الساحل البرازيلي وهو يتأرجح غربًا في المحيط الأطلسي أثناء أداء «فولتا دو مار» كبير لتجنب التصاعد في خليج غينيا. وفي 21 أبريل 1500، شوهد جبل اسمه مونتي باسكوال، وفي 22 أبريل، هبط كابرال على الساحل في بورتو سيجورو. ولاعتقاده أن الأرض جزيرة، أطلق عليها اسم إيلها دي فيرا كروز (جزيرة الصليب الحقيقي). سجلت الرحلة الاستكشافية السابقة لفاسكو دا غاما إلى الهند بالفعل عدة علامات على الأرض بالقرب من طريق المحيط الأطلسي الغربي المفتوح في عام 1497. كما تم اقتراح أن دوارتي باتشيكو بيريرا قد اكتشف سواحل البرازيل في عام 1498، من المحتمل أن تكون المنطقة المقصودة تقع شمال شرقها، لكن المنطقة المحددة للبعثة والمناطق المستكشفة لا تزال غير واضحة. من ناحية أخرى، اقترح بعض المؤرخين أن البرتغاليين ربما واجهوا انتفاخ أمريكا الجنوبية في وقت سابق أثناء الإبحار «فولتا دو مار» (في جنوب غرب المحيط الأطلسي)، ومن هنا كان إصرار الملك جواو الثاني على تحريك الخط غرب الخط المتفق عليه في معاهدة تورديسيلاس عام 1494. تحول الأسطول من الساحل الشرقي بعد ذلك نحو الشرق لاستئناف الرحلة إلى الطرف الجنوبي لأفريقيا والهند. وعندما وصلت الرحلة الاستكشافية إلى العالم الجديد ووصلت إلى آسيا، فقد ربطت الرحلة أربع قارات لأول مرة في التاريخ.
في 1501–1502، أبحرت رحلة استكشافية بقيادة غونزالو كويلو (أو أندريه غونسالفيس و / أو جاسبار دي ليموس) جنوبًا على طول ساحل أمريكا الجنوبية إلى خليج ريو دي جانيرو الحالي. كان من بين طاقمه كان الفلورنتيني أمريكو فسبوتشي. ووفقًا لفسبوتشي، وصلت البعثة إلى خط العرض «ارتفاع القطب الجنوبي 52 درجة جنوبًا» في خطوط العرض «الباردة» لما يعرف الآن باتاغونيا، بالقرب من مضيق ماجلان، قبل العودة. لقد كتب فسبوتشي أنهم يتجهون نحو الجنوب الغربي والجنوب متبعين «خطًا ساحليًا طويلًا لا ينتهي». يبدو هذا مثيرًا للجدل، نظرًا لأنه قد غَير جزءً من وصفه في الرسالة اللاحقة (موضحًا أن خط العرض كان حوالي 32 درجة جنوبًا، وأنهم تحولوا إلى البحر المفتوح، إلى الجنوب الشرقي)، مع إصراره على أنهم وصلوا إلى خط عرض مماثل 50 درجة جنوبًا.
شارك أمريكو فسبوتشي كمراقب في أربع رحلات استكشافية إسبانية وبرتغالية. أصبحت الرحلات الاستكشافية معروفة على نطاق واسع في أوروبا بعد روايتين منسوبتين إليه، نُشرتا بين عامي 1502 و1504. كانت رحلتيه الأخيرتين إلى السواحل الشرقية والجنوبية الشرقية لأمريكا الجنوبية، من قبل البرتغال، وخاصة الرحلة الاستكشافية للأعوام 1501-1502 إلى البرازيل وما وراءها، واجتماعها مع سفن ورجال كابرال (الذين لامسوا قارات أمريكا الجنوبية وأفريقيا وآسيا) على الساحل الأفريقي، في Bezeguiche (خليج داكار في السنغال)، وعقب ذلك الاستماع إلى روايات بحارتها (ثم العودة إلى البرتغال)، الأكثر حسمًا لفرضيته عن «العالم الجديد». اقترح فسبوتشي أن الأراضي المكتشفة حديثًا (خاصة ما يعرف اليوم بأمريكا الجنوبية / البرازيل) لم تكن جزر الهند بل «عالم جديد»، إن العنوان Mundus novus، وهو عنوان لاتيني لوثيقة معاصرة تستند إلى رسائل فسبوتشي إلى Lorenzo di Pierfrancesco de 'Medici، أصبحت شائعة على نطاق واسع في أوروبا.
في حوالي عام 1508 أو 1511-1512، وصل القباطنة البرتغاليون واستكشفوا مصب نهر بلايت في الأوروغواي والأرجنتين حاليًا، وذهبوا جنوبًا مثل خليج سن متياس الحالي عند 42 درجة جنوبًا (مسجل في Newen Zeytung auss Pressilandt) التي تعني «أخبار جديدة من أرض البرازيل». عزا بعض المؤرخين هذه الرحلة إلى Coelho وفسبوتشي قبل سنوات، لكن جزءً كبيرًا من المؤرخين والباحثين، من خلال التوثيق المتناثر والمقارن، حددوا القبطان والطيار المتمرس في سباق الهند («أفضل طيار في البرتغال» و«أفضل صديق» لوكيل Fugger)، بأنهم ديوغو ريبيرو، وإستيفاو فرويس، والطيار جواو دي ليسبوا. أفاد المستكشفون أيضًا أنهم وجدوا «أرضًا» أو «نقطة تمتد إلى البحر»، ثم خليجًا نحو الجنوب، بعد المرور بمحاذاة خط العرض 40 إلى الجنوب، على طول الساحل.
عززت وأظهرت هذه البعثة والبعثات التالية التي قام بها كريستوفو جاك إلى نهر بلايت وفي نهر بارانا في عام 1521؛ ومارتيم أفونسو دي سوزا وشقيقه بيرو لوبيز دي سوزا، في 1530-1532، من نهر الأمازون، إلى لاغوا دوس باتوس وإلى نهري بلايت وبارانا، اهتمام البرتغاليين بنهر بلايت.
لم يبدأ السكن الدائم في البرازيل حتى تم تأسيس ساو فيسنتي عام 1532 من قبل مارتيم أفونسو دي سوزا، رغم إنشاء مراكز تجارية مؤقتة في وقت سابق لجمع خشب البرازيل، الذي يستخدم كصبغة. تعتبر ساو فيسنتي، من خلال امتيازاتها البلدية الديمقراطية (في تقليد البلديات البرتغالية منذ العصور الوسطى) وبواسطة الانتخابات العامة لأول كامارا (مجلس المدينة) في 22 أغسطس 1532، رمزيًا كمهد الديمقراطية في الأمريكتين.
من 1534 إلى 1536، تم إنشاء 15 مستعمرة رئاسية في أمريكا البرتغالية. كانت الرئاسات مستعمرات مستقلة، وفي الغالب خاصة، للإمبراطورية البرتغالية، كل منها مملوك ومدار من قبل قائد.
في عام 1549، وبسبب فشلها ونجاحها المحدود، تم توحيد مستعمرات الرئاسة في البرازيل في المحافظة العامة للبرازيل. أعيد تنظيم مستعمرات الرئاسة لتصبح مقاطعات للمحافظة. استمر حكم الرئاسة من قبل رئيسها الوراثي لكنه صار الآن يقدم تقاريره إلى الحاكم العام للبرازيل. تم تنفيذ النظام الجديد بحيث يمكن أن تدار أمريكا البرتغالية بشكل صحيح وتوّفر دخلًا ثابتًا وثريًا للإمبراطورية البرتغالية. أسست المحافظة الجديدة عاصمتها ساو سلفادور ووصل أول يسوعيون في نفس العام.
ومع الاستقرار الدائم جاء إنشاء صناعة قصب السكر وطلباتها العمالية المكثفة التي قوبلت بالعبيد الأصليين والأفارقة فيما بعد.
من عام 1565 حتى عام 1567، نجح ميم دي سا، الحاكم العام الثالث للبرازيل، في تدمير مستعمرة فرنسية عمرها عشر سنوات تسمى فرنسا أنتاركتيكا، في خليج جوانابارا. ثم أسس هو وابن أخيه إستاسو دي سا مدينة ريو دي جانيرو في مارس 1567.
في عام 1621، قسم فيليب الثالث ملك إسبانيا المحافظة العامة للبرازيل إلى مستعمرتين منفصلتين ومستعمرتين، دولة مارانهاو ودولة البرازيل. وفيما يتعلق بهذه الفترة، يفضل الإشارة إليها بأنها «أمريكا البرتغالية» بدلًا من «البرازيل البرتغالية» أو «البرازيل المستعمرة»، حيث كانت الدولتين مستعمرتين منفصلتين لكل منهما حاكمها العام وحكومتها.

الإمبراطوريتان الإسبانية والبرتغالية عام 1790.

وبين عامي 1630 و1654، سيطرت هولندا على جزء من منطقة شمال شرق البرازيل، وعاصمتها ريسيفي. حقق البرتغاليون انتصارًا كبيرًا في معركة غوارارابيس الثانية عام 1649. وبحلول عام 1654، استسلمت هولندا وأعادت السيطرة على جميع الأراضي البرازيلية إلى البرتغاليين.
في عام 1751، تمت إعادة هيكلة دولة مارانهاو لتصبح ولاية غراو بارا ومارانهاو، بعاصمة جديدة وحكومة.
في عام 1772، تم تقسيم ولاية غراو بارا ومارانهاو إلى ولايتين جديدتين، ولاية جراو بارا وريو نيغرو وولاية مارانهاو وبياوي. صار الدول الجديدة سيئًا واستمرت 3 سنوات فقط.
في عام 1775، تم توحيد المستعمرات الثلاث لأمريكا البرتغالية (دولة البرازيل، وودولة مارانهاو وبياوي؛ وولاية جراو بارا وريو نيغرو) في مستعمرة واحدة، تحت دولة البرازيل. استمر هذا الترتيب حتى نهاية استعمار البرازيل. نتيجة لذلك، لم تنقسم البرازيل إلى عدة دول، كما حدث لجيرانها الناطقين بالإسبانية.

## تجار منطقة البحر الكاريبي
لقد كان الملاحون الأوائل عمليًا في منطقة البحر الكاريبي بأكملها، من جزر الباهاما إلى جامايكا. إن لغة البابيامينتو، وهي إحدى اللغات المستخدمة في الجزر، هي مزيج من اللغات البرتغالية والإسبانية والأفريقية.
كان التجار البرتغاليون يتاجرون في جزر الهند الغربية. إلى هذا الحد، فالنسبة لمدينة بوفوا دي فارزيم البرتغالية على سبيل المثال، فإن معظم بحارتها يموتون في الخارج، حدثت معظم الوفيات في طريق جزر الأنتيل، في جزر الهند الغربية. وفي مطلع القرن السابع عشر، ومع الاتحاد مع قشتالة، فضّل الملوك الإسبان حرية تنقل الناس، وفُتحت أراضي أخرى في العالم الجديد، مثل بيرو وخليج المكسيك، أمام التجار البرتغاليين.

## استعمار أوروغواي وفنزويلا
أسس البرتغاليون أول مدينة في أوروغواي، كولونيا ديل ساكرامنتو، وغوانير في فنزويلا.

## روابط خارجية
- استكشافات كورتي ريال لأمريكا الشمالية في موقع المكتبات والمحفوظات الكندية الرسمية.
- Vigneras, L.-A. (1979) [1966]. "Fagundes ، João lvares". في براون، جورج ويليامز. قاموس السيرة الكندية. أنا (1000-1700) (محرر عبر الإنترنت). مطبعة جامعة تورنتو.